# Tichávka
Die Tichávka ist ein rechter Nebenfluss der Lubina in Tschechien.

## Verlauf
Die Tichávka entspringt südöstlich von Kunčice pod Ondřejníkem am Nordhang des Hügels Peklisko (577 m) in den Mährisch-Schlesischen Beskiden. Etwa 100 Meter unterhalb seiner Quelle wird der Bach von der Bahnstrecke Frenštát pod Radhoštěm-Frýdek-Místek überbrückt. Entlang ihres nach Nordwesten führenden Laufs erstrecken sich die Ortschaften Kunčice pod Ondřejníkem und Tichá. Nach 11,3 Kilometern mündet die Tichávka gegenüber von Vlčovice am nordwestlichen Fuße der Tichavská hůrka (544 m) in die Lubina.

## Zuflüsse
- Rakovec (l), Tichá